# Badiola
Badiola is een plaats (frazione) in de Italiaanse gemeente Marsciano.